# 나사의 회전 (소설)

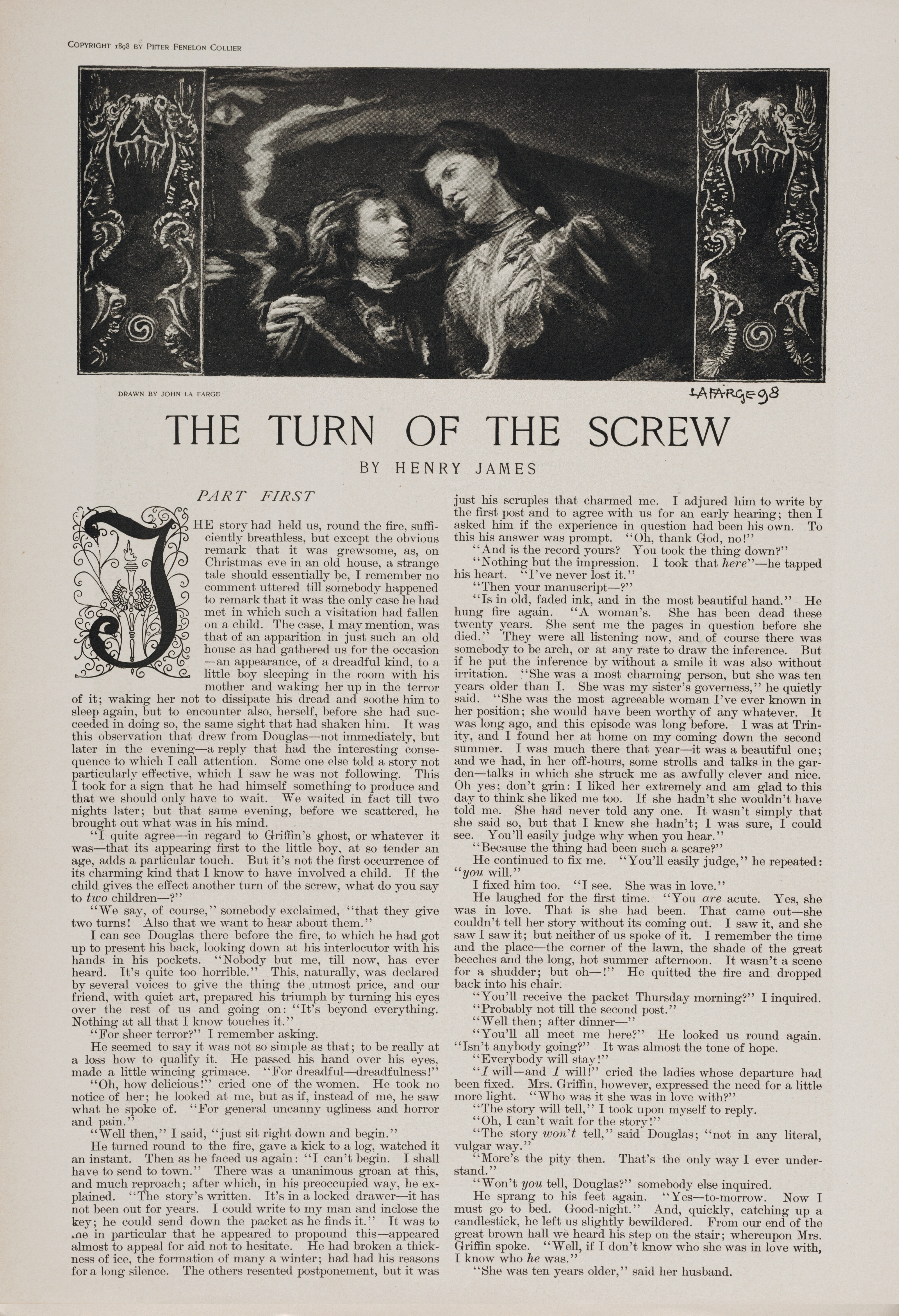

나사의 회전 ( 영어: The Turn of the Screw ) 미국 소설가인 헨리 제임스가 1898년에 쓴 공포 소설로 브로드웨이 연극(1950), 챔버 오페라(1954), 미니시리즈(2020)의 원작 작품이다.